# Oscar von Schweden

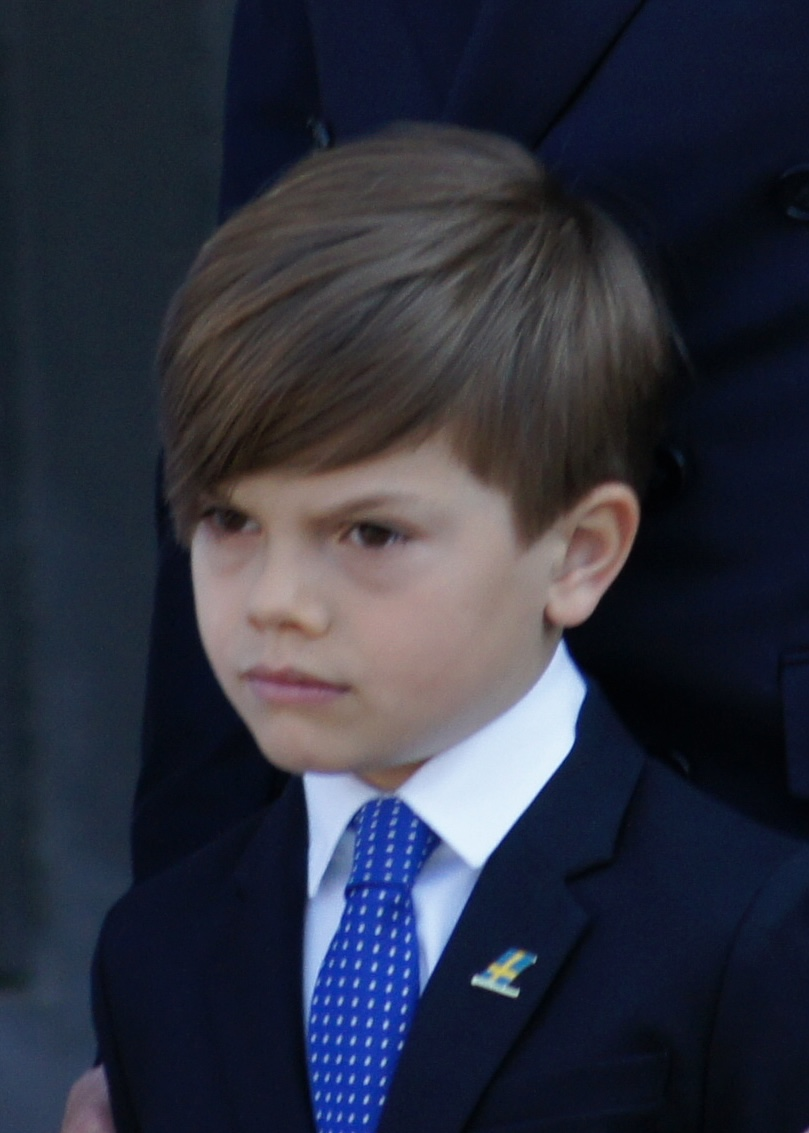
Prinz Oscar am Schwedischen Nationalfeiertag 2023

Oscar Carl Olof, Prinz von Schweden, Herzog von Schonen, (* 2. März 2016 in Solna) ist das zweite Kind von Victoria und Daniel von Schweden.
Gemäß dem schwedischen Thronfolgegesetz steht er auf Platz drei der schwedischen Thronfolge.

## Leben
Prinz Oscar wurde am 2. März 2016, 20:28 Uhr Ortszeit, im Karolinska-Krankenhaus in Solna nahe Stockholm geboren. Am 3. März berief König Carl XVI. Gustaf den Konselj ein, um die Geburt und den Namen offiziell bekannt zu geben. Gleichzeitig teilte er mit, ihn zum Herzog von Schonen (Skåne) ernannt zu haben. Er wurde am 27. Mai 2016 in der Kapelle des königlichen Palasts von Stockholm getauft; seine Taufpaten sind seine Tante, Prinzessin Madeleine von Schweden, König Frederik X., Kronprinzessin Mette-Marit von Norwegen, der Cousin seiner Mutter, Oscar Magnuson, und der Cousin seines Vaters, Hans Åström.
Ab 2017 ging Oscar in die Lilla-Kvikkjokk-Montessori-Vorschule im Stockholmer Stadtteil Djurgården. Heute besucht er die Campus-Manilla-Grundschule in Djurgården.

## Titel, Wappen, Orden und Ehrungen

### Titel und Prädikat

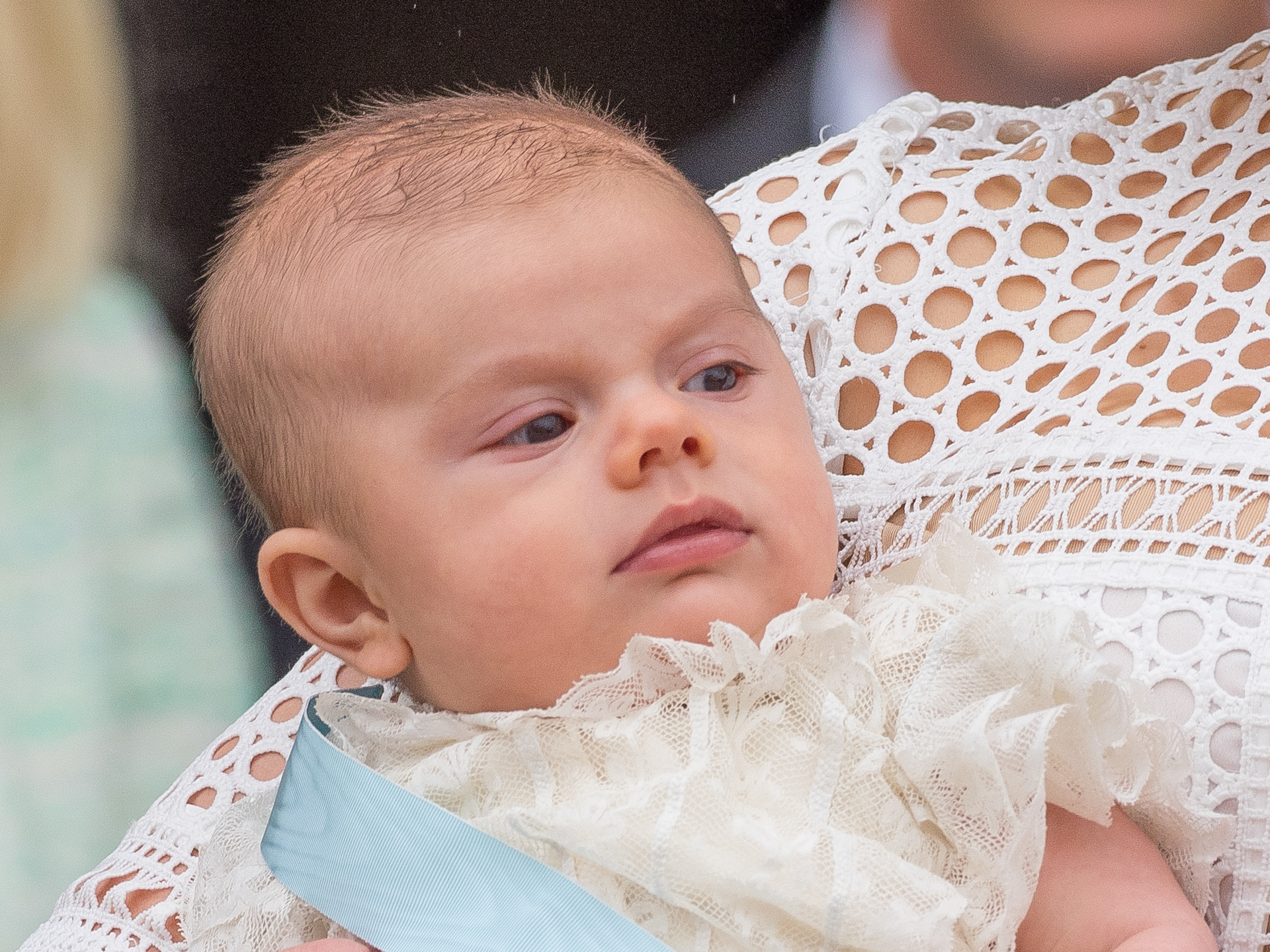
Prinz Oscar bei seiner Taufe im Mai 2016

- Seine Königliche Hoheit Oscar, Prinz von Schweden, Herzog von Schonen

(schwedisch: Hans Kunglig Höghet Oscar, Prins av Sverige, Hertig av Skåne)

### Orden und Ehrungen
| Jahr         | Staat    | Orden/Ehrenzeichen          |
| ------------ | -------- | --------------------------- |
| 2. März 2016 | Schweden | Orden Karls XIII.           |
| 27. Mai 2016 | Schweden | Königlicher Seraphinenorden |

## Vorfahren
| Ahnentafel Prinz Oscar Carl Olof von Schweden        | Ahnentafel Prinz Oscar Carl Olof von Schweden                            | Ahnentafel Prinz Oscar Carl Olof von Schweden                            | Ahnentafel Prinz Oscar Carl Olof von Schweden                              | Ahnentafel Prinz Oscar Carl Olof von Schweden                          | Ahnentafel Prinz Oscar Carl Olof von Schweden                                                                                 | Ahnentafel Prinz Oscar Carl Olof von Schweden | Ahnentafel Prinz Oscar Carl Olof von Schweden                                       | Ahnentafel Prinz Oscar Carl Olof von Schweden                                |
| ---------------------------------------------------- | ------------------------------------------------------------------------ | ------------------------------------------------------------------------ | -------------------------------------------------------------------------- | ---------------------------------------------------------------------- | --- | --- | ----------------------------------------------------------------------------------- | ---------------------------------------------------------------------------- |
| Ururgroßeltern                                       | Anders Andersson (1863–1942) ⚭ Brita Westling (1868–1965)                | Anders Erik Borg (1879–1937) ⚭ Anna Båth (1879–1953)                     | Johan Gregorius Westring (1879–1959) ⚭ 1905 Anna Samuelsdotter (1887–1975) | Johan Teodor Hugg (1884–1970) ⚭ 1910 Kristina Jonsdotter (1876–1962)   | König Gustav VI. Adolf (1882–1973) ⚭ 1905 Prinzessin Margaret of Connaught (1882–1920)                                        | Herzog Carl Eduard von Sachsen-Coburg und Gotha (1884–1954) ⚭ 1905 Prinzessin Viktoria Adelheid von Schleswig-Holstein-Sonderburg-Glücksburg (1885–1970) | Louis Moritz Sommerlath (1860–1930) ⚭ 1886 Erna Sophie Christine Waldau (1864–1944) | Arthur Floriano de Toledo (1873–1935) ⚭ 1900 Elisa Novaes Soares (1881–1928) |
| Urgroßeltern                                         | Anders Westling (1900–1980) ⚭ 1936 Frida Berta Elisabet Borg (1913–1998) | Anders Westling (1900–1980) ⚭ 1936 Frida Berta Elisabet Borg (1913–1998) | John Einar Westring (1913–1998) ⚭ 1936 Nanny Birgitta Hugg (1913–2000)     | John Einar Westring (1913–1998) ⚭ 1936 Nanny Birgitta Hugg (1913–2000) | Erbprinz Gustav Adolf, Herzog von Västerbotten (1906–1947) ⚭ 1932 Prinzessin Sibylla von Sachsen-Coburg und Gotha (1908–1972) | Erbprinz Gustav Adolf, Herzog von Västerbotten (1906–1947) ⚭ 1932 Prinzessin Sibylla von Sachsen-Coburg und Gotha (1908–1972)                            | Walther Sommerlath (1901–1990) ⚭ 1925 Alice Soares de Toledo (1906–1997)            | Walther Sommerlath (1901–1990) ⚭ 1925 Alice Soares de Toledo (1906–1997)     |
| Großeltern                                           | Olle Gunnar Westling (* 1945) ⚭ Anna Kristina Ewa Westring (* 1944)      | Olle Gunnar Westling (* 1945) ⚭ Anna Kristina Ewa Westring (* 1944)      | Olle Gunnar Westling (* 1945) ⚭ Anna Kristina Ewa Westring (* 1944)        | Olle Gunnar Westling (* 1945) ⚭ Anna Kristina Ewa Westring (* 1944)    | König Carl XVI. Gustaf (* 1946) ⚭ 1976 Silvia Renate Sommerlath (* 1943)                                                      | König Carl XVI. Gustaf (* 1946) ⚭ 1976 Silvia Renate Sommerlath (* 1943)                                                                                 | König Carl XVI. Gustaf (* 1946) ⚭ 1976 Silvia Renate Sommerlath (* 1943)            | König Carl XVI. Gustaf (* 1946) ⚭ 1976 Silvia Renate Sommerlath (* 1943)     |
| Eltern                                               | Olof Daniel Westling (* 1973) ⚭ 2010 Kronprinzessin Victoria (* 1977)    | Olof Daniel Westling (* 1973) ⚭ 2010 Kronprinzessin Victoria (* 1977)    | Olof Daniel Westling (* 1973) ⚭ 2010 Kronprinzessin Victoria (* 1977)      | Olof Daniel Westling (* 1973) ⚭ 2010 Kronprinzessin Victoria (* 1977)  | Olof Daniel Westling (* 1973) ⚭ 2010 Kronprinzessin Victoria (* 1977)                                                         | Olof Daniel Westling (* 1973) ⚭ 2010 Kronprinzessin Victoria (* 1977)                                                                                    | Olof Daniel Westling (* 1973) ⚭ 2010 Kronprinzessin Victoria (* 1977)               | Olof Daniel Westling (* 1973) ⚭ 2010 Kronprinzessin Victoria (* 1977)        |
| Oscar, Prinz von Schweden, Herzog von Skåne (* 2016) |                                                                          |                                                                          |                                                                            |                                                                        | | |                                                                                     |                                                                              |